# Cornóvios

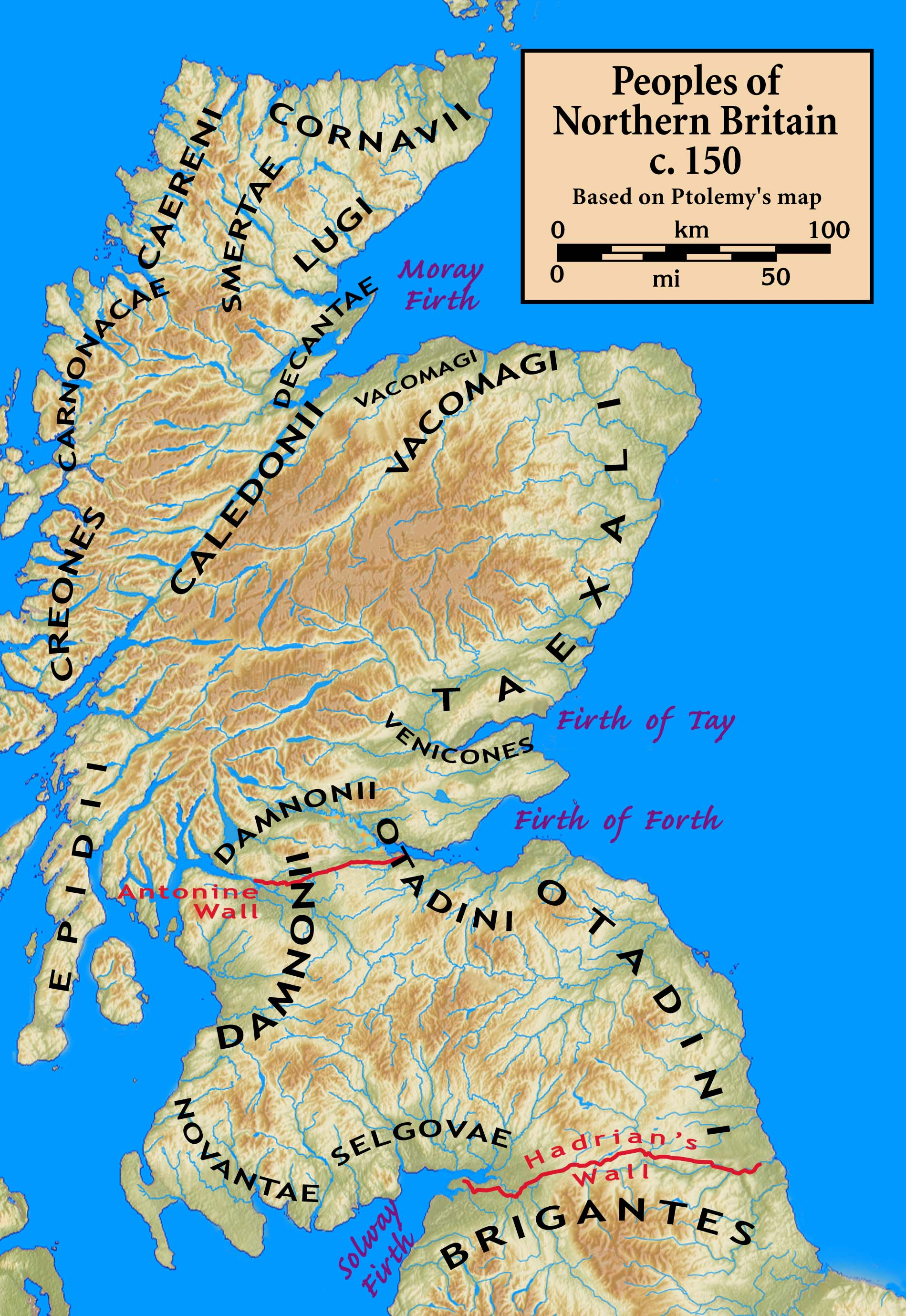
Localização dos Cornóvios de Caithness

Território dos Cornóvios das Midlands

Os Cornóvios são o nome pelo qual duas ou três tribos eram conhecidas na Grã-Bretanha romana. Uma tribo estava na área centrada na atual Shropshire, uma estava em Caithness, no extremo norte da Escócia, e provavelmente havia uma na Cornualha. O nome apareceu em fontes antigas em várias formas, como Cornavii, Cornabii e Curnavii.
As três tribos eram:
- Os Cornóvios (Midlands), que estavam baseados na área ao redor da moderna Shropshire. A Geografia de Ptolomeu do século II nomeia duas de suas cidades: Deva Victrix (Chester) e Viroconium Cornoviorum (Wroxeter), que foi sua capital e provavelmente o quarto maior assentamento romano na Grã-Bretanha.
- Os Cornóvios (Caithness), na ponta norte da Grã-Bretanha. Esta tribo é conhecida apenas por uma menção na Geografia de Ptolomeu.
- Os Cornóvios(Cornualha), parte da tribo Dumnonii no sudoeste da Grã-Bretanha. A existência desta subtribo, clã ou septo não é mencionada por Ptolomeu, mas foi inferida de um nome de lugar listado na Cosmografia de Ravena de c.700. como purocoronavis, que é considerado um erro de escriba para durocornavis (ou durocornovium), que significa "a fortaleza dos Cornovii".[1][3]